# Chrysaor (entreprise)
Pour l’article homonyme, voir Chrysaor.
Chrysaor est une entreprise pétrolière spécialisée dans la production de pétrole en mer du Nord.

## Histoire
En janvier 2017, Shell annonce la vente d'une partie de ses activités en Mer du Nord à Chrysaor pour 3,8 milliards de dollars.
En octobre 2019, Chrysaor annonce l'acquisition des activités de Conoco en Mer du Nord britannique pour 2,675 milliards de dollars.
En octobre 2020, Chrysaor annonce l'acquisition de Premier Oil. À la suite de cette acquisition, le nouvel ensemble qui devrait prendre un nouveau nom, devient la plus grande entreprise d'extraction d'hydrocarbure en mer du Nord. Premier Oil était en difficulté financière au mois de cette acquisition et depuis au moins 2017. Les actionnaires de Premier Oil devraient prendre une participation de 23 % dans le nouvel ensemble. Les créditeurs de Premier Oil abandonnent près de 1,23 milliard de dettes au travers de cette transaction. En décembre 2020, le nouvel ensemble annonce prendre le nom de Harbour Energy, après la finalisation de l'opération.